# 第3届AKB48红白对抗歌合战
第3届AKB48紅白對抗歌合戰（日语：第3回AKB48紅白対抗歌合戦）是日本女子偶像組合AKB48在2013年12月17日於東京巨蛋城表演廳（Tokyo Dome City Hall）所舉行的一場演唱會。

## 概要
2012年12月3日，AKB48官方宣佈继续舉行前两年受到好评的活动“AKB48紅白對抗歌合戰”，活动形式模仿NHK紅白歌合戰，將成員分為紅組和白組，然後輪流演唱。雖然表演樂曲大部分都是AKB48本身或姊妹組合、衍生組合的歌曲，但與一般的AKB48演唱會不同的是，本次比賽中所有的歌曲都不是由原唱負責演出，而是由其他成員、分隊或組合演唱，且部分的歌曲為了配合演唱者，會在歌名與歌詞內容作局部更動。此外，也有部分原本与AKB48无关的歌曲也在这场活动上演出，每組分别表演12首歌來分勝負。
同月10日，官方公佈了分組成員名單，紅白兩組的隊長分別是渡边麻友和横山由依，副队长则分别是高桥南、指原莉乃、峯岸南与大岛优子、山本彩、中村麻里子。綜合主持人是堺正章和内田恭子。现场评委则由棒球运动员田中将大、漫画家小林善纪（小林よしのり）、演员松坂庆子、导演樋口真嗣、由冠名電視節目《AKB48短劇「無論什麼都到那為止」》（光TV）的單元企划中选出的普通歌迷代表豬越慎介，及中途登场的搞笑艺人大久保佳代子共6人担任。除了評審投票外，主辦單位也發給現場的每名觀眾一面印上紅色、另一面印上白色的扇子，並在比賽歌曲結束後根據觀眾舉起扇子時選擇的顏色統計出觀眾票，加入評審的投票中一起計算結果。
除了位於東京巨蛋城的現場外，演唱会同时也在日本国内的129家电影院直播，但此場演唱会並沒有進行現場電視轉播，而是在隔月的2014年1月18日，在無線衛星電視頻道SKY PerfecTV!上全程播放。

## 演出成员
原定属于红组的岩田華怜与佐藤亚美菜两人因身体状况不好而缺席演出。紅白兩組成員的名單分列如下，括號中的數字是兩組中參與的各姊妹團體成員數：
紅組（62）
- AKB48（36）
  - Team A：伊豆田莉奈、入山杏奈、大島涼花、川荣李奈、小林茉里奈、高橋朱里、高桥南（高橋みなみ）、田野優花、松井咲子、森川彩香、渡辺麻友
  - Team K：阿部玛利亚（阿部マリア）、北原里英、永尾玛利亚（永尾まりや）、前田亚美
  - Team B：石田晴香、岩佐美咲、梅田彩佳、大場美奈（SKE48 Team KII兼任）、柏木由紀、加藤玲奈、小嶋菜月、竹内美宥、田名部生来、名取稚菜、野中美乡、藤江丽奈（藤江れいな）
  - Team 4：相笠萌、北澤早紀、高島祐利奈、前田美月、峯岸南（峯岸みなみ）
  - 研究生：込山榛香、土保瑞希、向井地美音、湯本亚美
- SKE48（8）
  - Team S：大矢真那、中西优香、松井珠理奈（AKB48 Team K兼任）
  - Team KII：柴田阿弥、須田亚香里、高柳明音
  - Team E：东李苑、木本花音
- NMB48（8）
  - Team N：門脇佳奈子、上西恵、白間美瑠、渡邊美優紀（AKB48 Team B兼任）
  - Team M：高野祐衣、谷川愛梨、与仪凯拉（與儀ケイラ）
  - Team BII：藪下柊
- HKT48（8）
  - Team H：多田愛佳、指原莉乃、宮脇咲良、村重杏奈
  - 研究生：秋吉優花、岡本尚子、谷真理佳、淵上舞
- JKT48（2）
  - Team J：高城亞樹（AKB48 Team B兼任）、野泽玲奈（AKB48 Team K兼任）

白組（62）
- AKB48（39）
  - Team A：菊地彩香（菊地あやか）、佐佐木優佳里、佐藤堇（佐藤すみれ）、横山由依
  - Team K：内田眞由美、大島優子、倉持明日香、小林香菜、島田晴香、鈴木紫帆里、近野莉菜、中田千智（中田ちさと）、平田梨奈、藤田奈那、宮崎美穂、武藤十夢
  - Team B：市川美織（NMB48 Team N兼任）、大森美優、大家志津香、片山陽加、小嶋陽菜、島崎遥香、中村麻里子、山内鈴蘭
  - Team 4：岩立沙穂、内山奈月、梅田綾乃、岡田彩花、岡田奈奈、小嶋真子、篠崎彩奈、西野未姫、橋本耀、村山彩希、茂木忍
  - 研究生：市川愛美、大和田南那、佐藤妃星、福岡聖菜
- SKE48（7）
  - Team S：石田安奈、木崎由里亚（木﨑ゆりあ）
  - Team KII：古川愛李
  - Team E：梅本圆（梅本まどか）、古畑奈和（AKB48 Team K兼任）、松井玲奈
  - 研究生：北川绫巴
- NMB48（7）
  - Team N：小笠原茉由、小谷里歩、山本彩、吉田朱里
  - Team M：矢倉楓子（AKB48 Team A兼任）、山田菜菜
  - Team BII：加藤夕夏
  - 研究生：涩谷凪咲
- HKT48（8）
  - Team H：穴井千尋、兒玉遥（AKB48 Team A兼任）、松岡菜摘、本村碧唯、森保圆（森保まどか）
  - 研究生：岡田栞奈、田島芽瑠、朝長美樱
- SNH48（1）
  - Team SII：鈴木瑪利亞（鈴木まりや、AKB48 Team A兼任）

## 過程
如同前述，AKB紅白對抗與一般AKB48的演唱會最大不同之處，除了所有的歌曲都是由非原唱者表演之外，另一個特色就是經常會出現非48集團成員的特別來賓參與演唱，或是由集團成員表演非48集團的作品曲目。例如开场的第一首歌曲，就是與前綜合格鬥冠軍須藤元氣所創立的機械舞表演團體世界秩序（World Order）跨界合作，表演的作品為世界秩序的《機械文明》（Machine Civilization）與AKB48的《UZA》兩曲混編而成的組曲。
除此之外，代表紅組出場的峯岸南翻唱了演员刚力彩芽的出道单曲《比朋友更重要的人》，且登台演出時的伴舞是原作中剛力彩芽的舞群。代表白組出場的小嶋阳菜则披露了为此活动特別要求製作人秋元康替其譜寫的原創新曲《我倆有一腿》（ふたりはデキテル），並與幕後工作人員、經常擔任48集團影片作品製作人的北川谦二同台演出。另外，渡边麻友則是与AKB48的“官方对手团体”乃木坂46成員之一的生田绘梨花合作演出了乃木坂46的歌曲《你的名字是希望》，由渡邊擔任主唱，生田則是負責鋼琴伴奏與合音。同樣代表紅組出場的指原莉乃因為擁有兼任HKT48劇場經理的身份，因此當其登場演唱《指原Love!》（マツムラブ！）一曲時，包括湯淺洋（AKB48）、芝智也（SKE48）、金子剛（NMB48）與尾崎充（HKT48）在內的各姊妹團體劇場經理全都在歌曲後半登台替指原伴舞。
至於紅白兩隊的壓軸表演，則分別是由高桥南与兄弟團體OJS48合作演唱OJS48的單曲《深呼吸》，和以大岛优子為center的四人小組所演唱的《沙滩的樱桃》作為收尾。在等待評審結果公佈期間，小分队小瓢虫Chu!（てんとうむChu！）与各个姐妹组合的成员分别演唱了他们的最新歌曲《选择了的彩虹》（選んでレインボー，小瓢虫Chu!）、《大葱鸭们》（カモネギックス、NMB48）、《赞成卡哇伊！》（賛成カワイイ!、SKE48）与《甜瓜汁》（メロンジュース、HKT48），之后成员们又演唱了《倘若在梧桐树什么的》（鈴懸なんちゃら）、《無限重播》（ヘビーローテーション）两首单曲。
出場曲目與演唱成員
標示「*」記號者為該曲的中央位置（center）成員。
| 紅組 | 紅組                                                                                          | 紅組                      | 白組 | 白組 | 白組               |
| 次序 | 演唱成員                                                                                      | 歌曲名稱                  | 次序 | 演唱成員 | 歌曲名稱           |
| --- | --------------------------------------------------------------------------------------------- | ------------------------- | ---- | --- | ------------------ |
| UZA （World Order，高橋南、田野優花、橫山由依、梅田彩佳、相笠萌、峯岸南、木崎由里亞、松井珠理奈*、山本彩*、渡邊美優紀） |                                                                                               |                           |      | |                    |
| 2 | 紅組全員 （center為村重杏奈）                                                                 | 红组钻石 （紅組ダイヤモンド）             | 1    | 白組全員 （center為加藤夕夏） | 因为喜欢白 （白のことが好きだから）    |
| 4 | 川荣李奈                                                                                      | 喇叭练习中 （ラッパ練習中）           | 3    | 小嶋真子 | 真子姬 （まこきー）        |
| 6 | 大岛凉花、高桥朱里*、田野优花、木本花音、白间美瑠、薮下柊、宫脇咲良                           | 只给你的Chu!Chu!Chu! （君だけにChu!Chu!Chu!） | 5    | 冈田奈奈、西野未姬*、田岛芽瑠、朝长美樱 | 破浪刨冰 （波乗りかき氷）      |
| 8 | 峯岸南                                                                                        | 比朋友更重要的人 （）     | 7    | 木崎由里亚 | Dear J             |
| 10 | 柏木由纪*、須田亚香里、渡边美优纪                                                             | 诱惑的吊袜带 （誘惑のガーター）         | 9    | 小嶋阳菜、北川谦二 | 2人一定在交往 （2人はデキテル） |
| 12 | 竹内美宥、松井咲子、东李苑 （純鋼琴合奏）                                                     | 预约的耶诞节 （予約したクリスマス）         | 11   | 中村麻里子*、市川美織、岩立沙穗、菊地彩香、佐佐木優佳里、佐藤堇、武藤十夢、村山彩希、山內鈴蘭、梅本圓、古川愛李、小笠原茉由、小谷里步、山田菜菜、穴井千尋、本村碧唯 | 崇尚麻里子 （上からマリコ）    |
| - 红白两组应援队登场 - 红组为鸵鸟俱乐部（ダチョウ倶楽部） - 白组为船梨精（ふなっしー）                                                          |                                                                                               |                           |      | |                    |
| 14 | 梅田彩佳、大場美奈、北原里英*、高城亚树、永尾玛利亚、藤江丽奈、柴田阿弥、高柳明音、多田愛佳、 | 真假摇滚 （マジスカロックンロール）             | 13   | 北川綾巴、古畑奈和*、澀谷凪咲、矢倉楓子、吉田朱里、兒玉遥、松岡菜摘、森保圆                                                                                         | 衝吧！企鹅 （走れペンギン）    |
| 16 | 入山杏奈、加藤玲奈                                                                            | 无望之泪 （てもでもの涙）             | 15   | 倉持明日香 | 虫之叙事诗 （虫のバラード）    |
| 18 | 渡边麻友、生田绘梨花（乃木坂46）                                                              | 你的名字是希望 （君の名は希望）       | 17   | 大和田南那*、島崎遥香、横山由依 | 初次的 （初めてのジェリービーンズ）        |
| 19 | 松井珠理奈                                                                                    | 真心电流 （ハート・エレキ）             | 20   | 山本彩 | 12月31日           |
| 21 | 指原莉乃（各组合剧场经理伴舞）                                                                | 指原LOVE！ （サシハラブ）           | 22   | 松井玲奈 | 无人车站 （無人駅）      |
| 23 | 高桥南、OJS48                                                                                 | 深呼吸 （深呼吸）               | 24   | 岩立沙穂、大島優子*、木崎由里亚、矢倉楓子 | 沙滩的樱桃 （渚のCHERRY）    |

## 結果
兩組的勝負由總共11票來決定。最終白組以8对3勝出。在这之后，成员演唱了《恋爱的幸运饼干》（恋するフォーチュンクッキー）。当活动将要结束时，会场的屏幕上发表了紧急通知，宣布将于次年3月29日至30日在國立霞丘陸上競技場举办演唱会，其中第一日更是AKB48的单独演唱会，此外，姐妹组合也将在同年4月4日至5日分别于埼玉超級競技場举办演唱会。

## 外部連結
- 照片集 （页面存档备份，存于） - Oricon